# Lanistes intortus
Lanistes intortus é uma espécie de gastrópode da família Ampullaridae.
É endémica de República Democrática do Congo.